# Astragalus micranthus
Astragalus micranthus är en ärtväxtart som beskrevs av Nicaise Auguste Desvaux. Astragalus micranthus ingår i släktet vedlar, och familjen ärtväxter.

## Underarter
Arten delas in i följande underarter:
- A. m. micranthus
- A. m. seatoni